# بنجيكت
بنجيكت مدينة تاريخية في أشروسنة، ضمن بلاد ما وراء النهر.

## ما ذكرة المؤرخون والجغرافيون
قال قدامة بن جعفر
ومن بنجيكت إلى سوياب وبوسار قريتان إحداهما تسمى كبال والاخرى ساغور كبال

### ياقوت الحموي
قال ياقوت الحموي
بضم أوله، وسكون ثانيه، وكسر الجيم، وياء ساكنه، وفتح الكاف، وتاء مثناه، قال الإصطخري: بنجيكت أكبر مدينه بأشروسنة، وهي التي يسكنها ولاه أشروسنة، يقدّر رجالها بعشرين ألفا، ويشتمل خندقها على دور وبساتين وكروم وقصور وزروع، وقال أبو سعد: بنجيكت قريه من قرى سمرقند على سته فراسخ، منها أبو مسلم مؤمن بن عبد الله البنجيكتي، يروي عن محمد بن نصر البلخي.

### عبد المؤمن البغدادي
قال عبد المؤمن البغدادي
بضم أوّله، وسكون ثانيه، وكسر الجيم، وياء ساكنه، وفتح الكاف، وتاء مثناه. قال الإصطخري: أكبر مدينه بأشر وسنه يشتمل خندقها على دور وبساتين وكروم.
وقال أبو سعد: قريه من قرى سمرقند على سته فراسخ منها.